# Chakma (Sprache)
Chakma ist eine indoarische Sprache, die vom tibeto-birmanischen Volk der Chakma in Bangladesch und Indien gesprochen wird. Die Sprache entwickelte sich aus dem Chittagong-Dialekt der bengalischen Sprache und bildet heute eine eigenständige Spracheinheit.
Chakma wird in der Chakma-Schrift geschrieben.